# Five Nights at Freddy's 4
Five Nights at Freddy's 4 (anciennement connu sous le titre de Five Nights at Freddy's 4: The Final Chapter) est un jeu vidéo de genre survival horror en pointer-et-cliquer (point and click) développé par Scott Cawthon, disponible le 23 juillet 2015 sur Steam, du 25 juillet sur Android et du 3 août 2015 sur iOS. Une mise à jour gratuite est disponible à partir du 31 octobre 2015. C'est le quatrième chapitre de la série Five Nights at Freddy's, il devait être le dernier chapitre de la série, avant l'annoncement du cinquième, Five Nights at Freddy's: Sister Location.

## Histoire
À l'inverse des précédents épisodes de la franchise, le joueur incarne un enfant dans sa chambre, tentant de ne pas se faire attraper par les versions cauchemardesques de Freddy, Bonnie, Chica et Foxy, d’où leurs adjectifs « Nightmare » ("cauchemar" en anglais). En plus des cinq premières nuits traditionnelles, le jeu possède deux ''"special nights"''. Il a été admis par un grand nombre de théoriciens que le joueur contrôle le Crying Child dans son lit d’hôpital et qu'ainsi le jeu prend place dans un de ses rêves. À l'aide des mini-jeux, le joueur en apprend plus sur l'histoire de Five Nights at Freddy's 4 : durant la première nuit ("5 jours avant la fête" correspondant à l'anniversaire du personnage principal), le Crying Child est enfermé dans sa chambre, martyrisé par son frère. Le joueur découvre lors de cette même nuit l'existence d'amis imaginaires, ayant la forme des peluches de Freddy, Bonnie, Chica, Foxy (à qui la tête manque) et Fredbear. Enfermé, le Crying Child s’effondre en pleurs devant la porte. Fredbear s’exclame alors : 
«Demain est un autre jour».
Dans la deuxième nuit (4 jours avant la fête) la porte de la chambre est déverrouillée, nous donnant accès à 3 nouvelles salles (une deuxième chambre, un couloir et un salon) La peluche de Fredbear suit le Crying Child dans chacune de ses pièces. Alors que le CC traverse le salon, son frère apparaît pour lui faire peur, déguisé avec la tête de Foxy, car l'enfant a peur des Animatronics. «Demain est un autre jour». 
Pendant la scène avant la troisième nuit, le personnage principal pleure sous la table du restaurant. Fredbear lui parle :
«Il est parti sans toi. Il sait que tu détestes ça ici. Tu es juste à côté de la sortie. Si tu cours, tu peux le faire. Dépêches-toi, cours vers la sortie.»
Malheureusement, le Crying Child est bloqué dans sa course par un employé déguisé en Fredbear. En allant de l’autre côté, il voit l’ombre de deux animatronics. Il a à peine le temps de pleurer qu’il se fait rattraper par l’employé. Encore une fois Fredbear s’exclame : 
« Demain est un autre jour »
Dès le début de la quatrième nuit, la peluche de Fredbear parle à l’enfant :
« Il te déteste. Tu dois te lever. Tu peux sortir cette fois-ci, mais tu dois te dépêcher.»
La scène de la quatrième nuit ressemble fortement à la nuit 3, seulement cette fois-ci il est possible de sortir de la pizzeria et d'aller parler à d’autres enfants.
En parlant à un garçon avec une peluche de Plushtrap, il demande :
« Où est ta peluche ? La mienne est Spring Bonnie. Mon père dit que je dois faire attention à lui ou je me pincerai le doigt. C'est un piège à doigts, dit-il.»
Si le joueur sort et qu’il descend, il peut parler à une fille vêtue d’une robe orange :
« Tu ferais mieux de faire attention. J'ai entendu dire qu'ils prennent vie la nuit. Et si tu meurs, ils cachent ton corps et ne le disent jamais à personne. Pourquoi as-tu l'air si inquiet ? Rendez-vous à la fête ! Ha ha ha ! »
En continuant son trajet, le joueur rencontre un enfant assis en train de rigoler :
« N'es-tu pas l'enfant qui se cache toujours sous la table et pleure ? Hahaha ! Personne d'autre n'a peur ! Pourquoi l'es-tu ? Arrête de faire ton bébé.»
Alors que le Crying Child se dirige vers la gauche, il est possible de parler à un petit garçon avec une casquette et un ballon rose, ressemblant à Balloon Boy :
« Viens-tu à la fête ? Tout le monde va à la fête. Oh attends, tu dois y aller. C’est TON anniversaire ! Haha ! »
En remontant le chemin en direction de sa maison, il rencontre une petite fille avec une robe violette sur une aire de jeu :
« Pourquoi pleures-tu ? N'aimes-tu pas ma collection de jouets ? »
De retour dans la maison, le joueur a la possibilité de regarder la télé pour voir un dessin animé sur Freddy et ses amis. La date '1983' y est inscrite. Lorsqu'il retourne dans sa chambre, son frère apparaît de nouveau pour lui faire peur :
«Demain est un autre jour»
Un jour avant la fête, le Crying Child est enfermé dans une salle avec des pièces de rechange pour les animatronics. Il n'y a aucune apparition de Fredbear ou du frère dans cette nuit, c'est d'ailleurs la seule pièce explorable dans cette scène. 
Dans la Dernière Nuit, le Crying Child est entouré par son frère et ses amis, portant tous des masques représentant Freddy, Bonnie, Chica et Foxy. Un enfant s’exclame :
« Wow, ton frère est une sorte de bébé, n'est-ce pas ? »
Le frère prend à son tour la parole :
« C'est hilarant. Pourquoi ne l'aidons-nous pas à regarder de plus près ? Il va adorer ! »
L’enfant crie :
« Non, s'il vous plaît ! »
Alors que l’enfant pleure, son frère et ses amis le portent vers les animatronics
«Allez les gars, donnons un coup de pouce à ce petit garçon. Il veut se rapprocher et personnellement !»
Ils emportent le Crying Child, le rapprochant de plus en plus de l’animatronic et ils le jettent dans la bouche de Fredbear. Mais tout ne se passe pas comme prévu, car les larmes du Crying Child pénètrent dans le système de Fredbear ce qui cause un dysfonctionnement dans la mâchoire de celui-ci et écrase la tête de l'enfant.
Cependant, cette scène n’est pas la fin du jeu. 
Sur un fond noir, le Crying Child est à genoux devant ses amies peluches.
Son frère s’excuse avant qu’une autre personne ne parle. 
«Tu es brisé.
Nous sommes toujours tes amis. Crois tu toujours ? 
Je suis toujours là. »
En entendant cette voix, il voit ses amis disparaître dans noir infini. 
Avant que Fredbear ne disparaisse, la voix dit :
« Je te raccommoderai »
Et l’enfant à son tour disparaît.
En terminant la 7eme Nuit (Nightmare), il est possible de voir une boîte avec deux serrures que l’on ne peut pas ouvrir, avec un texte écrit : 
"Certaines choses doivent êtres oubliées." 
La mise à jour sortie à Halloween a rajouté cinq animatronics de plus : Nightmarionne, Nightmare Balloon Boy, Nightmare Mangle, Jack-o-Bonnie, et Jack-o-Chica.

## Système de jeu
Le joueur dispose d'une lampe torche afin de repousser les animatroniques. Quatre emplacements sont à surveiller : derrière le lit pour Freddy, dans le placard pour Foxy, la porte de droite pour Chica et la porte de gauche pour Bonnie. Pour chaque emplacement (sauf celui derrière le lit), il est possible de refermer la porte ou le placard quand une respiration se fait entendre. Pour éviter de se faire attaquer par Freddy il suffira au joueur de se tourner vers le lit et allumer la lampe torche pour faire partir les minis Freddys (Freedles). De plus Nightmare Fredbear (qui est la version nightmare de Golden Freddy)peut s’infiltrer dans tous les endroits que ce soit les deux portes, le placard ou le lit. A noter qu’il possède une version plus agressive s’appelant Nightmare. Une respiration indique qu'un animatronique est proche du joueur et doit fermer la porte, le placard afin d'éviter sa mort.
Le personnage de ce jeu ne peut pas attaquer.

## Développement
Le jeu est annoncé en avril 2015, sous le titre Five Nights at Freddy's 4: The Final Chapter. Initialement prévu pour Halloween 2015, le jeu est ensuite avancé au 8 août 2015 et est finalement disponible sur Steam à partir du 23 juillet 2015. Une mise à jour gratuite ajoutant du contenu supplémentaire est disponible le 31 octobre 2015 pour fêter l'anniversaire du 1er opus. Appelée Halloween Edition, cette mise à jour est esthétique, remplaçant Chica par Jack-o-Chica, Bonnie par Jack-o-Bonnie, Nightmare Foxy par Nightmare Mangle, Plushtrap par Nightmare Balloon Boy et Nightmare par Nightmarionne